# 胡尔慥

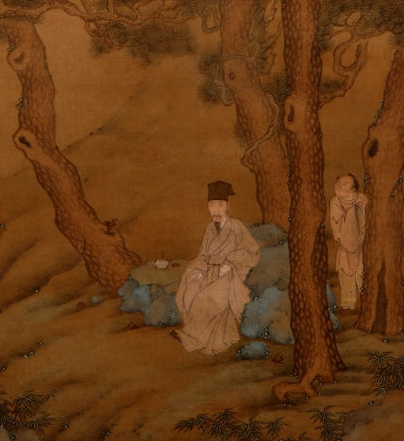
胡尔慥

胡尔慥（1573年—1647年），字孟修，号厚庵，浙江德清县人，明朝政治人物。進士出身。

## 生平
萬曆二十五年（1597年）丁酉科浙江乡试八十七名举人，萬曆三十二年（1604年）登進士。初仕祁州知州，調福宁州，擢刑部员外郎，丁内艱，起補工部郎，晋郎中。万历末歷官太平府知府。天启二年（1622年）任福建兴化府知府。升福建按察司副使，天启六年八月加布政使司右参政，仍旧分巡漳南道。七年正月升福建按察使。崇祯元年升浙江右布政使，歷河南右布政使、江西左布政使。
弘光时，胡尔慥与长子胡襄到扬州随东阁大学士史可法抗清，在南都任光禄寺卿。